# Лидвин Умухоза Увасе
Лидвин Умухоза Увасе (фр. Lidwine Umuhoza Uwase; 13. јун 1999) руандска је пливачица и олимпијка чија ужа специјалност су спринтерске трке слободним стилом.

## Спортска каријера
Умухоза је дебитовала на међународној пливачкој сцени као један од учесника светског првенства у Будимпешти 2017, где је остварила пласман на 77. место у квалификацијама трке на 100 метара слободним стилом. Годину дана касније по први пут је наступила и на светском првенству у малим базенима, које је те године одржано у кинеском Квангџуу, где је остварила пласман на 62. место трке на 50 метара прсним стилом. 
Пливала је и на Афрчком првенству 2024. у Луанди, у Анголи, где је остварило и неколико запаженијих резултата, захваљујући којима је добила специјалну позивницу за учешће на Олимпијским играма у Паризу исте године.   
У Паризу је пливала у квалификацијама трке на 50 метара слободним стилом. Наступила је у другој квалификационој групи где је пливала у стази 1, и са временом од 32,03 секунди заузела је шесто место у својој квалификационој групи, односно укупно 70. место у конкуренцији 79 такмичарки.